# Dithyrambos
Der Dithyrambos (altgriechisch διθύραμβος dithýrambos; latinisiert dithyrambus; Plural Dithyramben) ist eine Gattung der antiken griechischen Chorlyrik, ein Hymnos zu Ehren des Gottes Dionysos, vorgetragen im Rahmen der Dionysien im Wechselgesang zwischen Chor und Vorsänger.

## Antiker griechischer Dithyrambos
Wie der Dionysos-Kult selbst könnte auch der Dithyrambos nicht-griechischen Ursprungs gewesen sein. In seiner Urform soll er ein formloser, aus einem einfachen Zuruf bestehender Kultschrei an den Dionysos gewesen sein, möglicherweise auch an Dionysos Lysios, den „Lösenden“.
In Griechenland wird er zunächst bei Archilochos im 7. Jahrhundert v. Chr. bezeugt, als Vollender des Dithyrambos gilt Arion von Lesbos. Möglicherweise entwickelte sich im 6. Jahrhundert v. Chr. aus dem Dithyrambos die griechische Tragödie. Auch nach deren Entstehung bestand der Dithyrambos fort. So ging etwa den Aufführungen der Tragödien (und Komödien) während der Dionysien in Athen ein eigener Wettkampf der städtischen Dithyrambenchöre voraus. Einen Höhepunkt erreichte diese Dichtungsgattung bei Pindar und Bakchylides.
Von den leidenschaftlich erregten, stürmischen, ekstatischen Lobliedern auf Dionysos (Gott der Ekstase, des Weines, der Verwandlung) leitet sich die übertragene Bedeutung des Wortes „dithyrambisch“ im Sinne von „schwärmerisch, wild begeistert“ ab.

## Neuzeitliche Nachbildungen
Neuzeitliche Nachbildungen des Dithyrambus verzichten auf Chor und szenische Elemente, sie sind gekennzeichnet durch den enthusiastischen Ton, eine freie Handhabung des Metrums und die Verwendung dunkler Sprache und Metaphorik. Beispiele finden sich in der französischen Dichtung bei Pierre de Ronsard, Jean-Antoine de Baïf und Jacques Delille und in England bei John Dryden (Alexander’s Feast). Paul Melissus, der sich wie sein Vorbild Ronsard an Pindar orientierte, verfasste die ersten Dithyramben deutscher Sprache. Ein weiterer Dichter von Dithyramben  war der Jesuit Jacob Balde. 
In der deutschen Dichtung beginnt die Dithyramben-Dichtung mit Friedrich Gottlieb Klopstock. Aus dessen Gedicht An die Freunde (1747) als Beispiel die ersten beiden Strophen:
Wie Hebe kühn, und jugendlich ungestüm,

Wie mit dem goldnen Köcher Latonens Sohn,

Unsterblich, sing' ich meine Freunde,

Feiernd in mächtigen Dithyramben.

Willst du zu Strophen werden, o Lied, oder

Ununterwürfig Pindars Gesängen gleich,

Gleich Zeus erhabnen trunknen Sohne,

Frei aus der schaffenden Seele taumeln?
Johann Gottfried Herder beschäftigte sich theoretisch mit der Form und verfasste auch selbst Dithyramben.
Als Höhepunkt der deutschen Dithyrambendichtung gelten einige Hymnen des jungen Goethe, darunter vor allem Wandrers Sturmlied von 1771, das Goethe selbst in Dichtung und Wahrheit als dithyrambisch einordnete. Er schreibt über dessen Entstehung:

„Unterwegs sang ich mir seltsame Hymnen und Dithyramben, wovon noch eine, unter dem Titel »Wanderers Sturmlied«, übrig ist. Ich sang diesen Halbunsinn leidenschaftlich vor mich hin, da mich ein schreckliches Wetter unterweges traf, dem ich entgegen gehn mußte.“

Als Beispiel für den formtypischen gehetzten Rhythmus, verknappten Vers und die enthusiastisch gehobene Rede die neunte Strophe:
Weh! Weh! Innre Wärme,

Seelenwärme,

Mittelpunkt!

Glüh entgegen

Phöb Apollen;

Kalt wird sonst

Sein Fürstenblick

Über dich vorübergleiten,

Neidgetroffen

Auf der Zeder Kraft verweilen,

Die zu grünen

Sein nicht harrt.
Weitere Beispiele neuzeitlicher Dithyrambendichtung finden sich bei Friedrich Schiller, Johann Gottlieb Willamov, Maler Müller und Johann Heinrich Voß. Als dithyrambisch können auch einige Hymnen Hölderlins gelten, wobei Hölderlin die Bezeichnung „Dithyrambus“ nicht verwendete.
Sehr bekannt sind schließlich die Dionysos-Dithyramben von Friedrich Nietzsche, der im Dithyrambus, als dessen „Erfinder“ er sich bezeichnete, die Sprache des Übermenschen sieht. Sie sind das letzte von ihm zum Druck bestimmte Werk. Drei der neun Lieder waren bereits im vierten Buch von Also sprach Zarathustra erschienen.
Ein Beispiel für das Fortleben des Gattungsbegriffs in der Moderne ist die 1918 erschienene Sammlung Dithyramben von Yvan Goll.